# Nedakonice (stacja kolejowa)
Nedakonice – stacja kolejowa w miejscowości Nedakonice, w kraju zlińskim, w Czechach. Znajduje się na wysokości 180 m n.p.m.
Na stacji nie ma możliwość zakupu biletów, a obsługa podróżnych odbywa się w pociągu. 

## Linie kolejowe
- 330 Přerov - Břeclav